# Constitution de Saint-Domingue de 1801
Lire en ligne

Sur le site de l'université de Montpellier : Constitution de 1801

Constitution de 1790 Constitution de Haïti de 1805
La Constitution de Saint-Domingue de 1801 fut la deuxième constitution organisant le fonctionnement des institutions de la colonie française de l'Île de Saint-Domingue, après celle promulguée le 28 mai 1790. 
Elle s'accompagne d'une militarisation de Saint-Domingue face à la quasi-guerre et la piraterie esclavagiste de la Caraïbe ainsi qu'au danger d'une expédition française envisagée par Napoléon depuis 1799 et sérieusement préparée depuis mai 1801, mais aussi, pour rassurer les nouveaux partenaires commerciaux anglais et américains, d'une baisse du salaire versé aux ex-esclaves, devenus "cultivateurs libres", autorisés à conserver leurs armes mais astreints au travail forcé, avec désormais l'obligation de rester sur la même plantation.
Promulguée au Cap-Français, le 14 Messidor an IX (3 juillet 1801) par le général Toussaint Louverture, gouverneur de Saint-Domingue, elle fut surnommée la Constitution autonomiste par ses détracteurs et parfois considérée comme la première Constitution de la future République d'Haïti, bien que son promoteur souhaitait que l'ensemble de Saint-Domingue restât un territoire français où chacun était "Français".

## Contexte historique

### La constitution de 1790
Une première constitution de cette colonie avait été promulguée en 1790 par une assemblée excluant les Gens de couleur libres, au moment où les propriétaires d'esclaves s'activaient, redoutant de graves bouleversements sociaux dans les petites Antilles comme à Saint-Domingue, dans le sillage des débuts de la Révolution française.

### L'abolition de l'esclavage en 1793-1794
Trois ans après, leurs craintes se réalisent : la révolte des esclaves aboutit en 1793 à l'abolition de l'esclavage par les commissaires civils Sonthonax et Polverel, décision avalisée et généralisée à l'ensemble des colonies françaises par la Convention six mois plus tard.

### Les victoires de Toussaint Louverture
Entre-temps, la République française a nommé le général noir Toussaint Louverture gouverneur de Saint-Domingue. Alors que les Anglais avaient dès 1794 envahi Saint-Domingue à la demande des grands propriétaires d'esclaves, il conquiert la partie espagnole de l'île en 1795 puis « En 1796, Toussaint Louverture est nommé Brigadier-général et, l’année suivante, Général de division » selon Frank Moyas, spécialiste de l'Histoire de la République dominicaine. Il obtient l'armistice du 30 mars 1798 avec les Anglais puis un accord commercial anglo-américain en 1799.
La constitution de juillet 1801 a ainsi d'abord pour but d'abroger celle de 1790 et d'organiser des institutions, dans un cadre juridique et politique stable, au moment où Saint-Domingue veut resserrer ces liens commerciaux avec l'Angleterre et les États-Unis. 
Une large partie des esclavagistes français a fui Saint-Domingue en 1798, formant la diaspora de Saint-Domingue: Louisiane, Jamaïque et les 7000 exilés à Cuba, qui lancent la quasi-guerre et la piraterie esclavagiste de la Caraïbe, attaquant les navires livrant le sucre et le café de Saint-Domingue aux villes de la côte nord-est américaine.

### La nouvelle menace venue de France
La constitution a aussi pour but de décourager l'invasion envisagée depuis deux ans puis concrètement préparée depuis mai 1801 par le Premier consul.
Le coup d'État du 9 novembre 1799 place le général Napoléon Bonaparte au pouvoir. Il envisage une expédition contre Saint-Domingue dès décembre 1799 puis en tente une en janvier 1800 mais abandonne le projet car les Anglais risquent de s'y opposer. 
Pendant deux ans, Bonaparte hésite, imaginant d'abord utiliser Toussaint Louverture, devenue[Qui ?] « la plus puissante des Antilles », immunisée contre les maladies tropicales, pour attaquer la Jamaïque anglaise, devenue depuis quelques années la première productrice mondiale de sucre, voire le Mexique espagnol et ses riches mines d'argent. Mais ces projets sont balayés par les négociations de paix avec l'Angleterre relancées dès le printemps 1801.

### La situation en juillet 1801
Le 4 mai 1801, Napoléon a déjà ordonné de réunir 3600 soldats à Brest, pour former le noyau dur de la future expédition de Saint-Domingue, qui prendra la mer six mois plus tard. Il ne s'agit plus d'utiliser Toussaint Louverture mais de le renverser et de s'emparer de la colonie.
Alerté, ce dernier installe alors des troupes dans la partie orientale de son île, cédée en 1795 à la France par l'Espagne, afin d'empêcher les troupes de Napoléon Bonaparte d'y débarquer. Au cours de cette même année (1801), Toussaint Louverture tente de renforcer ses liens avec l'Angleterre, en proposant aux planteurs de la Jamaïque de vendre leurs esclaves, pour en faire à Saint-Domingue des "cultivateurs libres" mais astreints au travail obligatoire. Pour les rassurer, il diminue le salaire de ces derniers et rédige même à l'été 1801 cette constitution autoritaire, censée rassurer ses partenaires européens sur la stabilité politique et économique de l'île et décourager les Français de tenter de la reconquérir.

### Le conflit de septembre 1799-juillet 1800
Quand le général Leclerc arrive en janvier 1802, « les blessures profondes » laissées par une « terrible guerre civile » achevée depuis un an et demi mais qui a causé près de 5000 morts dans le sud de la colonie entre septembre 1799 et juillet 1800. 
Opposé à Toussaint Louverture le général mulâtre André Rigaud a perdu ce conflit mais il a fui pour la France en juillet 1800 où il est susceptible d'être enrôlé par une expédition coloniale. Ses partisans sont encore actifs dans les campagnes, comme Lamour Desrances, l'ex-chef d'un groupe d'esclaves rebelles qui avait semé la terreur dans la plaine de l'Arcahaie entre Port-au-Prince et Saint-Marc et que le général Charles Victoire Emmanuel Leclerc va plus tard recruter comme officier.
Il y a aussi encore des partisans armés de Lubin Goulart toujours présents dans l'intérieur de la péninsule septentrionale, tandis qu'à Paris, « les écrits de quelques publicistes exaltés », qui peu à peu « ne vont cesser de gagner en influence sur les organes parisiens de décision », augmente encore le risque d'une expédition militaire de Bonaparte, susceptible de s'allier avec les ennemis de Toussaint Louverture dans la colonie.

## Proclamation
Le 14 Messidor an IX (3 juillet 1801), au Cap-Français, Toussaint Louverture proclame cette Constitution.
Le texte énonce des rapports privilégiés, mais non exclusifs, avec la métropole et d'autres états, tels que les États-Unis et l'Angleterre. 
Afin de l'informer de cet évènement, Toussaint Louverture envoie un message à Napoléon Bonaparte, qui en tire prétexte pour organiser, sous l'influence des propriétaires d'esclaves, l'Expédition de Saint-Domingue de 30 000 hommes sous les ordres de son beau-frère le général Leclerc.

## Conséquences

### Le soulèvement de la plaine du Nord en novembre 1801
Dans nombreux périodiques américains, surtout en Virginie, des auteurs saluent en Toussaint Louverture « l'habileté de gouvernement, bien qu’il fût noir », confortant l’opinion globalement positive qu'il alors se faire aux États-Unis. Mais à la mi-décembre 1801, la situation a évolué: The Times and District of Columbia Daily Advertiser journal de la ville d'Alexandria (Virginie), une plaque tournante ancienne du commerce des produits agricoles, publie un court article titré « Confusions à St Domingo », reprenant un courrier arrivé au début du mois à Boston et évoquant une rébellion de Noirs qui aurait éclaté au mois d’octobre dans l'arrière pays du Cap-Français, qui fut déjà en 1791 le point de départ des récoltes d'esclaves. Le journal, qui a pour source un capitaine de navire de commerce nord-américain séjournant dans l’île, révèle que ces insurgés auraient « massacré un certain nombre de Blancs, dont des femmes et des vieux », avec surtout pour véritable projet de marcher sur la ville « y mettre le feu en plusieurs endroits et massacrer les Blancs et les Noirs au pouvoir. », ce qui échoua car des troupes de la ville, menées par un officier noir, sortirent pour tuer une grand part des assaillants. Le 30 décembre, la situation semble suffisamment sous contrôle pour permettre la réouverture du commerce. Moyse Louverture dirigeait  précédemment l’un des corps de l’armée saint-dominguoise qui se cantonna en janvier 1801 dans l'ex-territoire espagnol. Il fut donc soupçonné lors de cette révolte, qu'il a soutenue, d'avoir pour objectif la création d'un état indépendant et fut fusillé au Cap dès le 21 novembre 1801. Les adjoints de Toussaint, les généraux Christophe et Clervaux se sont alors plus globalement chargés de la répression de cette révolte de cultivateurs. Un autre proche de Toussaint, Jean-Jacques Dessalines, était devenu impopulaire en faisant appliquer les règlements de culture par des méthodes qui basculaient « souvent dans la terreur ».
Dans les semaines qui suivirent, le souvenir encore tout frais de cette révolte a contribué, dans la région du Nord, à la difficulté pour les généraux noirs résistant à l'arrivée de l'expédition de Saint-Domingue à « maintenir les liaisons avec les zones basses cultivées, vitales pour le ravitaillement et le moral des combattants », alors qu'ils avaient déjà dans le sud à gérer l'autre conflit, qui s'était achevé un an plus tôt. Toussaint Louverture, Christophe et Dessalines, ont alors eu des difficultés d'approvisionnement quand ils ont retiré leurs troupes en mars-avril 1802 « dans les régions montagneuses de l'intérieur, au centre-ouest de la colonie, sur la chaîne des Cahos et les Montagnes noires ». Lorsque Toussaint Louverture se rend en mai 1802, tous ses proches l'ont abandonné, même si la plupart reprennent les armes, quand ils le peuvent, après quelques mois.

### L'arrestation de Toussaint Louverture
Toussaint Louverture  est affaibli par les deux conflits qui ont précédé de peu sa nouvelle constitution où qui l'ont suivi juste après. Les chefs de l'Expédition de Saint-Domingue promettent aux généraux noirs qu'ils seront intégrés à l'armée française, ce qui ne sera jamais tenu, mais qui permet de les rallier au tout début de l'expédition de Saint-Domingue et d'isoler Toussaint Louverture.
Au cours des trois premiers mois de l'Expédition de Saint-Domingue, le général Leclerc arrête Toussaint Louverture et sa famille. Le vaisseau Le Héros les conduit ensuite en France. 
Le 25 août 1802, Toussaint est emprisonné au Fort de Joux, dans le Doubs, où il sera maintenu isolé et soumis à des interrogatoires répétés. Il y mourra d'une pneumonie le 7 avril 1803.

## Aspects généraux de la Constitution de 1801

### Discours préliminaire
Le discours préliminaire du texte contient de nombreux éléments de propagande à la gloire du Général en chef-Gouverneur: "l'anéantissement de la colonie aurait été "inévitable, sans le génie actif et sage du général en chef Toussaint Louverture... qui... a su la délivrer... étouffer tous les germes de discorde... faire succéder l'abondance à la misère, l'amour du travail et de la paix à la guerre civile et au vagabondage, la sécurité à la terreur et enfin la soumettre tout entière à l'empire français,  justifie son initiative et les raisons d'être d'une législation particulière de la colonie.
Sur deux points essentiels, l'affirmation d'un territoire et d'une population, le texte semble inaugurer la naissance d'une nation.

### Inspiration
Le texte trouve en plusieurs endroits son inspiration, dans la Constitution du 13 décembre 1799 édictée un an et demi plus en France par Napoléon Bonaparte, notamment dans l'article 1er qui est « une réplique évidente de l'article 91 » de la Constitution du 13 décembre 1799.
En recopiant nombre des articles de la constitution française édictée un an et demi plus tôt, par un « habillage juridique », propre à désarmer les projets d'expédition coloniale pour reconquérir la colonie, Toussaint Louverture espère gagner du temps, afin d'avoir en attendant la capacité de consolider son pouvoir au sein « de la nouvelle classe dirigeante autochtone, celle des officiers supérieurs noirs qui l'entourent ».
Sous le Directoire, la loi de janvier 1798 avait esquissé la création d'un régime constitutionnel unitaire, commun à la métropole et aux colonies, mais fut vite contrecarrée par la Constitution du 13 décembre 1799, qui a au contraire souhaité rétablir le « lien de subordination coloniale », en déterminant que « le régime des colonies françaises est déterminé par des lois spéciales », en particulier dans les domaines militaire, en vue de pouvoir le cas échéant démanteler « la majorité des troupes coloniales, composées essentiellement de Noirs et d'hommes de couleur », et surtout réformer leur encadrement. 
Toussaint Louverture souhaite alors « de façon parfaitement cohérente, ouvrir les ports de l'île au commerce américain, et, pourquoi pas, anglais ou suédois, ou autre », veut au contraire un retour à "l'exclusif colonial", c'est-à-dire le monopole commercial pour la métropole française, même si système « était déjà devenu caduc dans les dernières décennies de l'Ancien Régime ».

### Organisation générale
Le texte débute par une expression de collégialité : Les députés des départements de la colonie de Saint-Domingue, réunis en assemblée centrale, ont arrêté et posé les bases constitutionnelles du régime de la colonie française de Saint-Domingue, ainsi qu’il suit.
Suivent ensuite onze titres, (soit 13 au total) et 77 articles en tout.
Chaque titre aborde un sujet précis : religion, mœurs, la vie en société, la culture et le commerce, la législation, le gouvernement, la justice, l'administration, l'armée, les finances et des dispositions générales dont les détails sont importants à l'analyse.
Le texte se termine ainsi « Fait au Port-Républicain, le 19 Floréal an 9 de la République française une et indivisible ».
Signé : Borgella (président), Raymond, Collet, Gaston Nogérée Lacour, Roxas, Mugnos, Mancebo, E. Viart (secrétaires).
« Après avoir pris connaissance de la Constitution, je lui donne mon approbation. L’invitation de l’Assemblée centrale est un ordre pour moi ; en conséquence, je la ferai passer au gouvernement français pour obtenir sa sanction ; quant à ce qui regarde son exécution dans la colonie, le vœu exprimé par l’Assemblée Centrale sera également rempli et exécuté ».
« Donné au Cap-Français, le 14 Messidor an IX de la République Française une et indivisible ».
Le général en chef : Toussaint Louverture.

### Domaine territorial
- Titre I Du territoire
  - Article 1er : Saint-Domingue dans toute son étendue, et Samana la Tortue, la Gonâve, les Cayemites, l’île-à-Vache, la Saône, et autres îles adjacentes, forment le territoire d’une seule colonie, qui fait partie de l’empire français, mais qui est soumise à des lois particulières.
  - Article 2 : Le territoire de cette colonie se divise en départements, arrondissements et paroisses.

### Population
- Titre II De ses habitants
  - Article 3 : Il ne peut exister d’esclaves sur ce territoire, la servitude y est à jamais abolie. Tous les hommes y naissent, vivent et meurent libres et Français[3]. Sur ce point, le texte n'innove pas, le décret d'abolition de l'esclavage dans les colonies françaises du 4 février 1794  étant une décision émise par la Convention nationale et votée à Paris le 16 pluviôse an II, 4 février 1794, environ 7 ans plus tôt.
  - Article 4 : Tout homme, quelle que soit sa couleur, y est admissible à tous les emplois.
  - Article 5 : Il n’y existe d’autre distinction que celle des vertus et des talents, et d’autre supériorité que celle que la loi donne dans l’exercice d’une fonction publique. La loi y est la même pour tous, soit qu’elle punisse, soit qu’elle protège.

Sur ces deux points, le texte concourt à la diffusion du concept d'égalité entre les hommes.

## Aspects autoritaires du texte
En dehors du principe général de liberté posé par l'article 3, et de celui d'égalité des articles 4 et 5, qui établissent des libertés formelles, le texte cherche à organiser une société très soumise à son promoteur et à l'ordre souhaité par celui-ci, et ce tant en matière publique que privée, dont quelques exemples suivent.

### Restrictions aux libertés publiques
Le Titre III en l'article 6 instaure l'intolérance religieuse : « La religion catholique, apostolique et romaine, y est la seule publiquement professée. » Son organisation locale dépend de la volonté du Gouverneur.
Le Titre IV en l'article 9 vise à la « pureté des mœurs ».
Si l'esclavage est aboli, l'article 17, Titre VI, n'interdit pas le recours à la traite pour disposer de nouvelle main d'œuvre. Cet aspect, à présent relevé par maints historiens, est hautement contradictoire avec le personnage mythologique de Toussaint Louverture.
Le Titre VIII organise le pouvoir sous le contrôle du Gouverneur. Entre autres choses, la censure est établie par l'article 39, et les libertés d'association et d'enseignement prohibées dans les articles 67 et 68 du titre XIII.

### Organisation du cadre de la vie privée
Le Titre IV organise la pureté des mœurs, promeut les vertus de l'institution sacrée du mariage et prohibe le divorce dans l'article 10 : « Le divorce n'aura pas lieu dans la colonie. »
Le Titre V instaure le caractère « sacré et inviolable » de la propriété privée.
Le Titre VI organise le maintien du système d'exploitation colonial par habitation, empreint de paternalisme érigé en véritable doctrine puisque l'article 15 dispose que le  « propriétaire du sol ou son représentant » en « est nécessairement le père ». Plus encore, le Titre XIII et particulièrement les articles 75, 76 et 77 dispose un quasi attachement des travailleurs-cultivateurs à la terre et le recours possible au travail forcé, à tel point qu'on a pu parler d'établissement d'un servage,.

### Éclairage de Jeremy D. Popkin
Le dispositif est  marqué par un grand souci de l'ordre bien peu empreint de libéralisme, instaurant un pouvoir oligarchique, voire personnel, et autoritaire. L'universitaire américain Jeremy D. Popkin l'exprime ainsi : "La société que Toussaint est en train de construire est une société fortement hiérarchisée, avec une paysannerie soumise à un contrôle répressif, exercé par une caste militaire en train de monopoliser la propriété des terres".